# Erik Ekroth
Erik August Stewens Ekroth, född 29 januari 1883 i Boston, död 9 maj 1954 i Storkyrkoförsamlingen i Stockholm, var en svensk grafiker, tecknare och målare.
Han var son till tapetseraren Carl Alfred Ekroth och Josefina Widmark. Familjen återvände 1885 till Sverige från USA och Ekroth växte upp i Stockholm. Han var tryckarlärling vid Konstakademiens etsningsskola i Stockholm 1899–1901 och han studerade samtidigt etsning för Axel Tallberg. Han var elev vid Althins målarskola 1901–1904 och fortsatte därefter sina studier i gravyrteknik och etsning för Carl Ernst Forberg vid Kunstakademie Düsseldorf 1904–1908 samt för Jules Jaquet vid Académie des Beaux-Arts i Paris. 
Han är framför allt kände för sina mer än 300 etsningar föreställande gamla hus och kåkar i Stockholm, varav flera kom att ingå i böcker som han gav ut själv eller medverkade i, bland annat tillsammans med Carl Forsstrand. Han utförde även etsningar av byggnader och landskap från andra platser i Sverige och ett porträtt av Selma Lagerlöf (1910), samt oljemålningar med Stockholmsmotiv. Ekroth medverkade i Grafiska sällskapets utställningar på Konstakademien. Han var medlem av Royal Society of Painter-Etchers and Engravers i London och är bland annat representerad vid Moderna Museet, Gotlands Museum och Stockholms stadshus.
Erik Ekroth bodde under senare delen av sitt liv på Västerlånggatan i Gamla stan där han också hade sin ateljé. Han förblev ogift hela sitt liv och är begravd på Skogskyrkogården i Stockholm.